# 馮誠 (永樂進士)
冯诚，江西浮梁县人，明朝政治人物。
永樂十九年（1421年）辛丑科进士。宣德元年，授香山县知县，后擢监察御史，累官至湖广按察使。